# تشارلز مانينغ تشايلد
تشارلز مانينغ تشايلد (بالإنجليزية: Charles Manning Child)‏ هو عالم حيوانات أمريكي، ولد في 2 فبراير 1869 في يبسيلانتي في الولايات المتحدة، وتوفي في 19 ديسمبر 1959 في بالو ألتو في الولايات المتحدة بسبب سرطان.

## وصلات خارجية
- تشارلز مانينغ تشايلد على موقع الموسوعة البريطانية (الإنجليزية)